# Turdus fumigatus

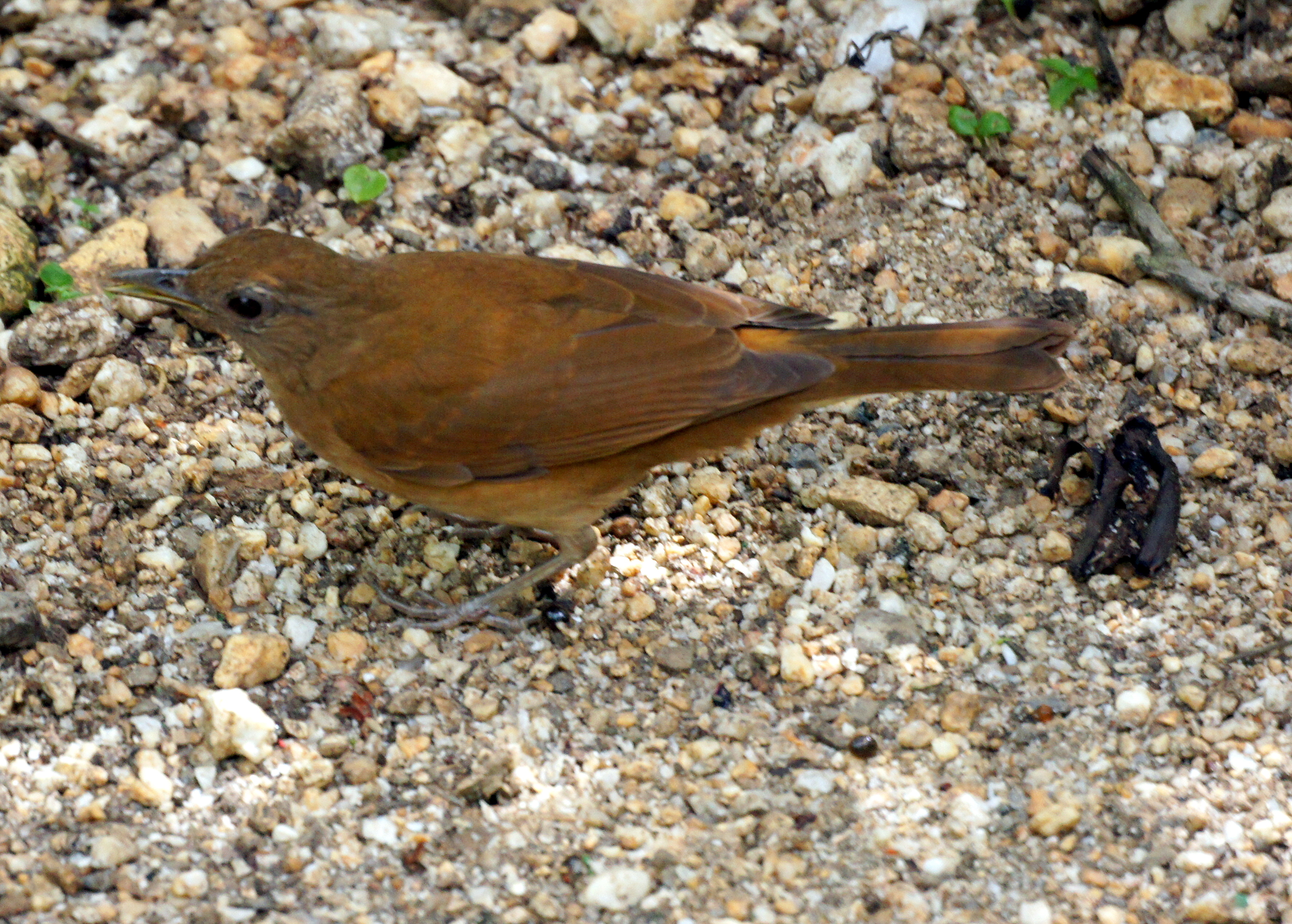

Turdus fumigatus là một loài chim trong họ Turdidae.